# Georg Brühl
Georg Alex Brühl (* 22. Februar 1931 in Breslau; † 21. Februar 2009) war ein deutscher Museologe, Kunstwissenschaftler, Publizist und Kunstsammler. Er legte vielseitige Kunstsammlungen (Bildende Kunst, Kunsthandwerk, Asiatika) an.

## Leben
Georg Brühl prägte das künstlerisch-kulturelle Leben in Karl-Marx-Stadt vor der Wende entscheidend mit: Er war von 1972 bis 1978 Sekretär der Produzentengalerie Galerie Oben, arbeitete mit dem Schauspielhaus Chemnitz zusammen (Mein Blaues Klavier [dadaistische Texte], Foyer-Ausstellungen). Er schrieb Werke zur Kunst des Impressionismus und Expressionismus und lehrte an der örtlichen Volkshochschule. 1990 gründete er ein Kuratorium zum Erhalt der Villa Esche, eines von Henry van de Velde erbauten Jugendstil-Anwesens des Strumpffabrikanten Esche. Nach der politischen Wende wurde seine jahrelange Tätigkeit für das Ministerium für Staatssicherheit der DDR als IM „Peter“ bekannt.
In den letzten Jahren organisierte Georg Brühl internationale Ausstellungen in Amsterdam, Innsbruck und Bregenz. Seit dem Jahr 2000 besteht ein Förderverein für die Sammlung Brühl. Er lebte zuletzt auf dem Schloss Lichtenwalde bei Chemnitz.

## Schenkungen
- Jugendstil (über 1000 Werke – u. a. Henry van de Velde) (→ Kunstgewerbemuseum Berlin im Schloss Köpenick)
- Kunst der DDR (→ Eremitage, Leningrad/St. Petersburg 1986 mit 1086 Werken) – Plastik (Fitzenreiter, Stötzer), Gemälde (u. a. Karlheinz Jacob, Michael Morgner, Otto Möhwald), Arbeiten auf Papier (Gerhard Altenbourg, Carlfriedrich Claus (Aurora-Mappe), Hermann Glöckner und andere)
- 1981: 200 Werke regionaler Kunst an die Kunstsammlungen Chemnitz (vormals: Kunstsammlungen Karl-Marx-Stadt)
- Einzelwerke an die Nationalgalerie Berlin (Georg Minne, Max Liebermann, Aubrey Beardsley, Kurt Schwitters, A. R. Penck)
- Schenkung 2005 an den Freistaat Sachsen
  - Schloss Lichtenwalde (Ostasiatika – mehrere tausend Exponate: Möbel, Plastik, Malerei, Keramik, Metallarbeiten, Grafik aus den Ländern China, Japan, Korea, Vietnam)

## Veröffentlichungen
- Herwarth Walden und „Der Sturm“. DuMont, Köln 1983, ISBN 3-7701-1523-6.[1]
- Félicien Rops. Die Botin des Teufels. Graphik. Eulenspiegel, Berlin 1988, ISBN 3-359-00254-7.[2]
- Jugendstil in Chemnitz. Die Villa Esche von Henry van de Velde. Bayerische Vereinsbank, München 1990, DNB 911167366.
- Die Cassirers. Streiter für den Impressionismus. Edition Leipzig, Leipzig 1991, ISBN 3-361-00302-4.[3]
- Karl-Heinz Jakob. In: Reihe:	Künstler aus dem Bezirk Karl-Marx-Stadt, Herausgeber: Rat des Bezirkes Karl-Marx-Stadt Abt. Kultur, Karl-Marx-Stadt 1973, 2 Faltblätter (=24 Seiten)